# Journal of Biosciences
Das Journal of Biosciences, abgekürzt J. Biosci., ist eine wissenschaftliche Fachzeitschrift, die von der Indian Academy of Sciences veröffentlicht wird. Die Zeitschrift wurde 1934 unter dem Namen Proceedings of the Indian Academy of Sciences (Section B) gegründet. Im Jahr 1978 wurde die Zeitschrift aufgeteilt und unter dem Namen Proceedings – Experimental Biology fortgeführt, im Jahr 1991 wurde der Name in den derzeit gültigen geändert. Es werden Arbeiten aus allen Bereichen der Biologie veröffentlicht.
Der Impact Factor lag im Jahr 2013 bei 1,939. Nach der Statistik des ISI Web of Knowledge wird das Journal mit diesem Impact Factor in der Kategorie Biologie an 24. Stelle von 83 Zeitschriften geführt.